# Seriemördarna

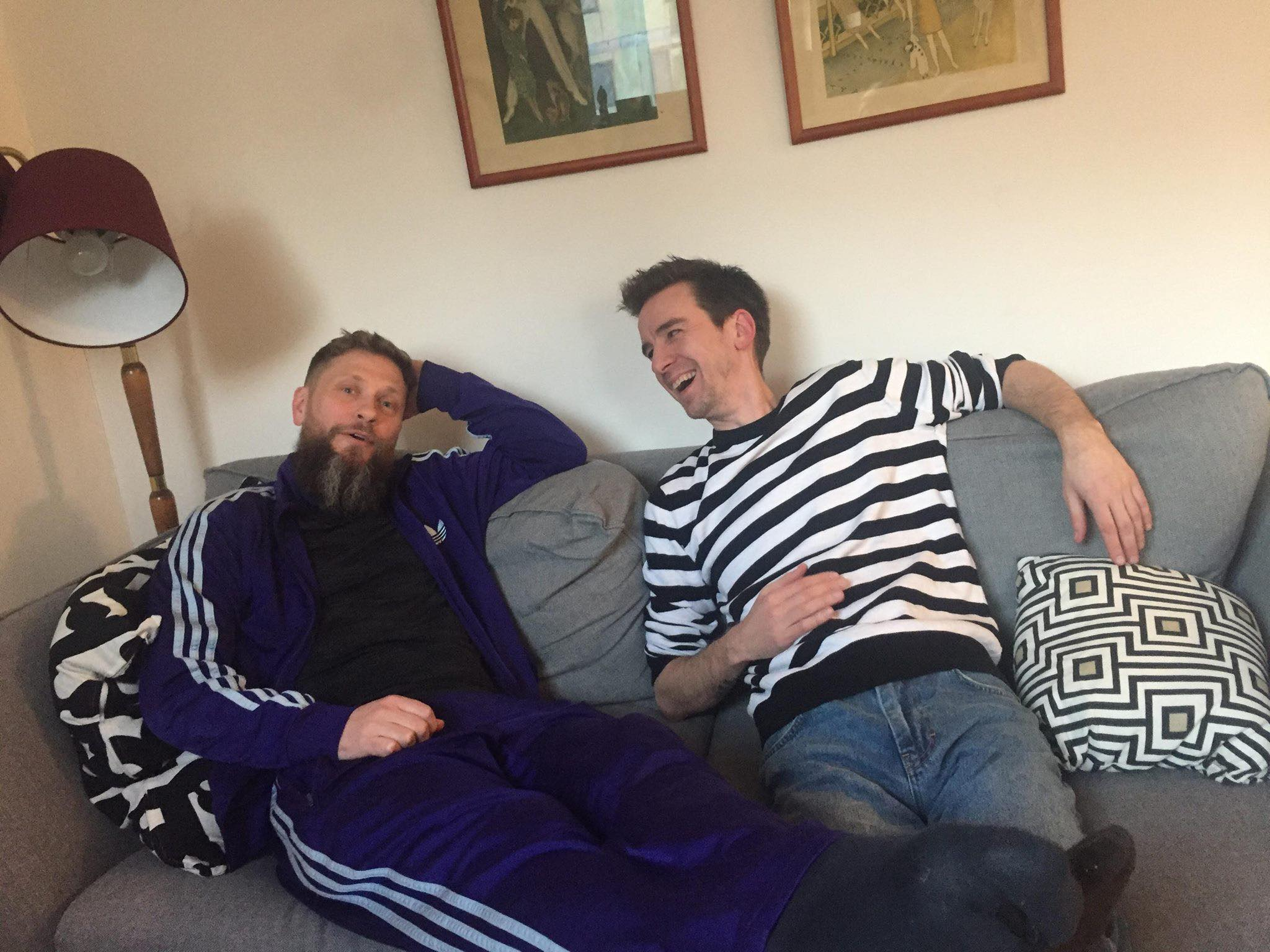
Magnus Betnér och Erik Rosenberg 2019

Seriemördarna är ett poddradioprogram där Magnus Betnér och Erik Rosenberg varje vecka pratar om ett tema knutet till TV-serier. Diskussionen rör både ämnet i sig, men också serierna som berör själva ämnet samt Magnus och Eriks personliga favoriter i olika genres. Dessutom bjuder de på varsitt tips i varje avsnitt. Programmet startade i januari 2019, och programledarna har även spelat in podden live inför publik, såväl vid enskilda tillfällen som vid en turne i september 2019.
Podcasten vann priset Guldpodden som Årets film-/tv-podd år 2020. Året efter kom podcasten tvåa i lyssnarnas röstning i samma kategori i tävlingen. År 2024 vann podcasten än en gång Guldpodden för Årets film-/tv-podd, trots att inget avsnitt släppts sedan i augusti  2022. 